# Pyton siatkowy
Pyton siatkowy (Malayopython reticulatus) – gatunek węża z rodziny pytonów (Pythonidae). Wąż ten bardzo dobrze pływa, zarówno w rzekach, jak i w oceanach. Występuje w niemal całej Azji Południowo-Wschodniej, w tym również na Filipinach i w Indonezji.

## Opis

### Pozycja filogenetyczna
Badania Rawlings i współpracowników (2008) dowiodły, że najbliższym żyjącym krewnym pytona siatkowego jest pyton timorski, a oba te gatunki są bliżej spokrewnione z żyjącymi w Australii lub na Nowej Gwinei pytonami z rodzajów Morelia, Leiopython, Liasis, Antaresia, Aspidites, Apodora i Bothrochilus niż z gatunkami zaliczanymi do rodzaju Python; wyniki te potwierdziła też późniejsza analiza filogenetyczna przeprowadzona przez Pyrona, Burbrinka i Wiensa (2013). Tym samym pozostawienie pytona siatkowego i pytona timorskiego w rodzaju Python uczyniłoby ten rodzaj parafiletycznym. Rawlings i współpracownicy (2008) przenieśli te dwa gatunki do odrębnego rodzaju, dla którego przyjęli nazwę Broghammerus, zaproponowaną w 2004 r. przez Raymonda Hosera dla samego pytona siatkowego. Pyron, Burbrink i Wiens (2013), potwierdzając konieczność przeniesienia pytona siatkowego i timorskiego do osobnego rodzaju, sprzeciwili się jednak nadawaniu temu rodzajowi nazwy Broghammerus; ich zdaniem została ona wykreowana przez Hosera w akcie „taksonomicznego wandalizmu”, definiowanego przez autorów jako prawdopodobnie celowa próba zdestabilizowania taksonomii poprzez kreowanie nowych nazw w nierecenzowanej publikacji bez oparcia na jakichkolwiek danych. Autorzy postulują, by nazwa Broghammerus była ignorowana przez herpetologów, oraz by dla rodzaju obejmującego pytona siatkowego i timorskiego ustanowić nową nazwę. Jako „taksonomiczny wandalizm” działalność Hosera z tych samych powodów co Pyron i współpracownicy określili też Kaiser i współpracownicy (2013); autorzy zalecają, by wykreowane przez Hosera nazwy, w tym Broghammerus, nie były używane przez herpetologów. Reynolds, Niemiller i Revell (2014) zaproponowali dla rodzaju obejmującego pytona siatkowego i pytona timorskiego nazwę Malayopython.

### Środowisko
Jest gatunkiem typowo nizinnym, rzadko zapuszcza się w wyższe partie powyżej 1200 m n.p.m. Zamieszkuje wilgotne tereny leśne, a także tereny porośnięte krzaczastą roślinnością. Często spotykany nad brzegami wód. Nie boi się ludzi, często zaglądając do ich domostw i ich inwentarza.

### Wygląd
Ubarwienie grzbietu w kolorze żółtym, ceglastoczerwonym lub oliwkowobrązowym z ciemnobrązowymi lub czarnymi zygzakowatymi liniami, które wzajemnie krzyżują się tworząc deseń w formie sieci z oczkami.

### Wielkość i waga
Dorasta do 10 metrów i wagi ponad 100 kg. Jest jednym z najdłuższych żyjących gatunków węży. Największy osobnik znaleziony w 1912 roku na wyspie Celebes mierzył 9,76 m, ważył 160 kg.

### Pożywienie
Poluje na warany, ptaki i ssaki. Posila się ssakami, od szczura po sporą świnię domową. Istnieje udokumentowany przypadek pożarcia człowieka przez pytona.

### Rozród
Dorosła i duża samica składa jaja w liczbie do 100 (małe samice po kilkanaście sztuk). Wysiadywanie jaj przypada samicy na okres ich rozwoju i trwa do 80 dni. Młode osobniki osiągają po wylęgu długość 60–75 cm, ważą od 110 do 170 g. Przyrost roczny w kilku pierwszych latach wynosi do 60 cm na rok, po 4-5 roku obniża się do 30 cm na rok. Długość życia w hodowli osiągnęła 21 lat.